# Juan Antonio Milla
Juan Antonio Milla Escabias (Albolote, Granada, 5 de abril de 1983), más conocido como Juan Antonio Milla es un exfutbolista y entrenador español que actualmente está sin equipo tras abandonar la disciplina del Linares Deportivo.

## Trayectoria

### Como jugador
Milla nació en Albolote y tras pasar por el Real Murcia Imperial Club de Fútbol, en la temporada 2005-06 fichó por el Granada CF que tras quedar primero del Grupo 9 de la Tercera División, logró el ascenso a la Segunda División B de España. Tras jugar dos temporadas en la categoría de bronce, en 2008 se cambió al otro equipo de la ciudad, al Granada 74 de la Segunda División B de España. 
En 2009, decidió salir de Granada y fue fichado por la Unión Deportiva Logroñés de la Segunda División B de España. En su vuelta a la provincia granadina, firmó como jugador del UD Maracena de la Tercera División de España, donde se retiró en 2015.

### Como entrenador
Antes de colgar las botas como jugador, comenzó su carrera de entrenador dirigiendo en las categorías inferiores del UD Maracena. Desde 2016 a 2018, dirigiría al equipo juvenil de Liga Nacional del UD Maracena y en la temporada 2018-19, se hace cargo del equipo de División de Honor.
En la temporada 2019-20, pasaría a trabajar en la estructura del Granada CF, dirigiendo a su equipo cadete al que dirige durante dos temporadas.
En la temporada 2021-22, se hace cargo del equipo juvenil de División de Honor del Granada CF.
El 23 de marzo de 2022, se convierte en nuevo entrenador del Club Recreativo Granada de la Segunda Federación, tras Rubén Torrecilla González subir al frente del primer equipo y sustituir al tándem Roberto Cuerva-Julio Algar que dirigían al filial granadino. Al final de temporada consiguió el ascenso a Primera Federación con el filial nazarí.
El 28 de junio de 2024, firma como entrenador del Linares Deportivo de la Segunda Federación.

## Clubs

### Como jugador
| Club                    | País   | Año       |
| ----------------------- | ------ | --------- |
| Real Murcia Imperial CF | España | 2004-2005 |
| Granada CF              | España | 2005-2008 |
| Granada 74              | España | 2008-2009 |
| UD Logroñés             | España | 2009-2010 |
| UD Maracena             | España | 2010-2014 |

### Como entrenador
| Club                    | País   | Año       |
| ----------------------- | ------ | --------- |
| Club Recreativo Granada | España | 2022-2024 |
| Linares Deportivo       | España | 2024      |